# Foa
Pour les articles homonymes, voir Foà.
Foa est une île du groupe des Ha'apai, dans l'archipel des Tonga. Sœur de l'île de Lifuka, à laquelle elle est reliée par un cordon littoral, elle est célèbre pour son complexe touristique établi en bordure de la plage de Sandy beach, au nord de l'île. 
Des pétroglyphes issus de la culture Lapita, découverts sur une plage en 2008, témoignent de l'ancienneté de l'occupation humaine.
L'île a une superficie de 13,39 km2 et une population de 1 485 habitants en 2006. Il s'agit d'un atoll surélevé.
Une des localités de l'île s'appelle Fotua, dont le nom est une anagramme de Tofua.